# 查尔斯·塞费
查尔斯·塞费（英語：Charles Seife，1972年—）是一位美国作家和記者，现为纽约大学教授。

## 生平
查尔斯·塞费1993年在普林斯顿大学获得本科数学学位，之后获得耶鲁大学数学硕士学位和哥伦比亚大学新闻学硕士学位。

## 代表作
- 《解码宇宙》（Decoding the Universe）
- 《瓶中的太阳》（Sun in a Bottle）
- 《阿尔法与奥米伽》（Alpha & Omega）
- 《数字是靠不住的》（Proofiness: How You're Being Fooled By the Numbers）[3]